# Арпана Каур
Арпана Каур (*4 вересня 1954, Нью-Делі) — сучасна індійська художниця й графік.

## Життєпис
Походила з родини сикхів. Предки були спадковими лікарями. Народилася у 1954 році у Нью-Делі. На неї справила культурний вплив мати Аджіт Каур, відома письменниця. З дитинства добре знала класичну пенджабську та індійську літературу, релігійні установи сикхів. Вже у 9 років намалювала першу свою картину, що отримала назву «Мати й донька».
У віці 15 років прийняла ім'я Арпана. Згодом завершила Університет Делі, здобувши ступінь магістра мистецтв. Водночас самотужки вивчала засоби малярства. Загалом вона є художником-самоучкою. Разом з тим зростанню її професіоналізму сприяло спілкування з відомими художниками М. Ф. Хуссейном, Дж. Свамінатаном, Парамджит Сінґхом. У 1975 році відбулася її перша персональна виставка.
У 1984 році отримала від академії Лаліт Кала для вивчення живопису, що сприяло розширенню творчого світогляду. У 1986 році отримує золоту медаль на VI Індійському триєнале.
Разом з художньою діяльністю Каур займається громадською робою та благодійністю. Допомагає організовувати та фінансувати будинки для прокажених, надає допомогу бідним родинам, намагається сприяти міжрелігійному миру в Індії.

## Творчість
У своїх роботах продовжила традиції, започатковані іншою індійською художницею Амрітою Шер-Гіл. Це переважно портрети жінок на фоні сьогодення, здебільшого поруч із міським пейзажом. Образи для жінок в своїх картинах вона бере з художньої діяльності своєї матері. Зображення жінок не обмежуються релігійно-філософським значенням, але завжди заглиблюються в соціальний і політичний сенс.
Іншими темами є проблеми насильства, життя й смерті. Часто зустрічаються теми містицизму та меланхолії. При цьому в доробку Каури присутні позитивні, завжди живі і соціально орієнтовані твори, що отримують енергію від величезного бажання з'єднати час і простір, світські і духовні аспекти буття.
У Арпани графічні перегукуються з ілюстраціями і образотворчими елементи, кожен з яких несе в собі окрему мету. Абстрактне і реалістичне з'єднуються, не змішуючись один з одним. особливу важливість набувають форми і кольори. У художниці плавні форми і стилістичне оформлення тіл призводять до того, що абстракція продовжує реальність.
Має 18 персональних виставок. Вони проходили у Делі, Мумбаї, Колкаті, Бангалорі, Ченнаї (Індія), Лондоні, Глазго (Велика Британія), Берліні, Мюнхені (Німеччина), Амстердамі, Сінгапурі, Нью-Йорку, Осаці, Сан-Паоло й Ріо-де-жанейро (Бразилія), Стокгольмі та Копенгагені.  Її роботи можна побачити в музеях сучасного мистецтва в Делі, Мумбаї, Чандигарсі, Дюссельдорфі, Сінгапурі, Бредфорді, Стокгольмі, Хіросимі, Лос-Анджелесі, Бостоні, Музеї мистецтва Азії у Сан-Франциско, Музеї Вікторії і Альберта у Лондоні.
Арпана Каур створила у Делі, Бангалорі та Гамбурзі кілька великих некомерційних фресок з питань, що стосуються довкілля. На замовлення Музею сучасного мистецтва м. Хіросими у 1995 році виконала роботи для виставки в пам'ять 50-річчя атомного бомбардування міста. Дотепер живе й працює в Нью-Делі.
Найцікавішими є картини цикл «Легенда Сохні», триптіх «Занурення. Поява (Нанак)», «Співчуття», «Стійкий зелений», «Врожай».